# Skopunarfjørður
Skopunarfjørður är ett sund i Färöarna (Kungariket Danmark).   Det ligger i sýslan Streymoyar sýsla, i den centrala delen av landet, 11 km sydväst om huvudstaden Tórshavn.